# Margites
Margites (Μαργίτης) es un poema cómico épico que se considera como una parodia de la Odisea. 
En la Antigüedad, se atribuía a Homero, como puede leerse en las obras de Platón y Aristóteles. La Suda, en cambio, lo atribuye a Pigres de Halicarnaso, hermano de la reina Artemisia I. 
El personaje Margites, que da título al poema, era de Colofón, ciudad donde se creía que había nacido Homero. Margites fue proverbial por su estupidez y su ignorancia. Sobre él escribe Platón: 

Sabía muchas cosas pero todas las sabía mal.

Del poema, que estaba compuesto en hexámetros mezclados con trímetros yámbicos, sólo se conocen fragmentos, pero debió de haber sido muy popular. No se sabe cuándo fue escrito, aunque se han aventurado como posibles los siglos VI y VII a. C., cuando la poesía épica estaba en auge en Colofón. 